# Trofast Kærlighed
Trofast Kærlighed er en dansk stum dramafilm fra 1912 produceret af Kinografen og instrueret af Einar Zangenberg efter manuskript af Alfred Thaarup. 
Filmen havde dansk premiere den 25. november 1912 i Kinografens egen biograf på Frederiksberggade i København. 

## Handling
Den unge kvinde Anna forlader sin landsby og familie for at tage plads i København. Her møder hun den jurastuderende Poul Vang, som redder hende fra en farlig situation. På fæstekontoret får hun adressen på det sted, hvor hun skal være i huset. Det er hos overretssagfører Vang, Pouls far. Anna og Poul ser mere til hinanden og de bliver hemmelige forlovede. Noget senere skranter Anna noget, og fruen i huset tilkalder huslægen, der konstatere, at Anna er gravid. Pouls går til erkendelse og lover at ville gifte sig med Anna, men overretssagføreren forlanger, at Poul opgiver Anna for sin karrieres skyld, og lover i stedet at tage sig af Anna og barnet. Anna føder en dreng, og overretssagfører Vang giver hende en større sum for ikke at opsøge Poul igen. Hun drager mod byens udkant. 
Efter nogle år sidder hun i fattigdom og isolation. Hun finder en dag en pung på gaden, og går mod politistationen for at aflevere den, men da hun skal gå ind ad porten, ser hun i et syne sit barn skrige af sult, og hun køber i stedet mælk og brød for nogle af pengene i pungen. Nogle har set Anna og hun bliver anholdt for tyveri. På politistationen genkender Poul hende som sin tidligere kærlighed. Efter at have hørt hendes historie og set barnet, beslutter han at hjælpe. Han kontakter Annas familie, som tror hun er død, og hendes plejebror Peter henter hende. Annas forældre tilgiver hende, og trods fortidens sorger tager Peter både Anna og barnet til sig. Anna bliver gift med plejebroren og den sande fred og lykke hersker nu i det lille husmandshjem.

## Medvirkende
- Edith Buemann Psilander som Anna
- Richard Christensen som Poul Vang, stud. jur.
- Viggo Wiehe som Plejebroren Peter
- Elna From
- Peter Kjær